# Konstantyn II (cesarz rzymski)
Konstantyn II (ur. styczeń/luty 316 w Arles, zm. 340 w Akwilei) – cesarz rzymski w latach 337–340.
Najstarszy syn Konstantyna I Wielkiego i Fausty. 9 września 337 roku n.e. przybrał tytuł augustus i wraz z braćmi podzielił cesarstwo swojego ojca: przejął Brytanię, Galię i Hiszpanię. Niezadowolony z podziału wyruszył na najmłodszego brata
Konstansa. W wojnie o posiadłości terytorialne (Italia i Afryka) jego wojska wpadły w pułapkę, on sam zginął w bitwie pod Akwileją.